# Fundación Venezolana de Investigaciones Sismológicas
La Fundación Venezolana de Investigaciones Sismológicas (FUNVISIS) es un centro de investigación adscrito al Ministerio del Poder Popular para Relaciones Interiores, Justicia y Paz de Venezuela. Funvisis es la única organización venezolana que reúne bajo un mismo techo a especialistas en sismología (y otras áreas del conocimiento asociadas) dedicados al estudio de terremotos y la propagación de las ondas mecánicas (sísmicas) que se generan en el interior y la superficie de la Tierra, asimismo que de las placas tectónicas. En sus laboratorios se estudia la propagación de las ondas sísmicas, que incluye la determinación del hipocentro (o foco), la localización del sismo y el tiempo que este haya durado. 

## Tareas
En términos prácticos, las principales tareas de esta fundación son:
1. El estudio de la propagación de las ondas sísmicas por el interior de la Tierra a fin de conocer su estructura interna y su especial conformación en el territorio nacional;
2. El estudio de las causas que dan origen a los temblores en Venezuela, como evento científico derivado de investigaciones domésticas y en el Mundo;
3. La prevención del daño sísmico;
4. Alertar a la sociedad sobre los posibles daños en una región determinada en el país.

Desde su creación, Funvisis ha construido los elementos formales que demanda una organización gubernamental, incluyendo sede propia (ubicada en El Llanito), equipo de profesionales dedicados al estudio especializado de las tareas que le son propias, construcción de un sistema nacional de sismología, que incluye material y equipos únicos instalados a lo largo y ancho de la geografía nacional, producción de investigaciones y conocimientos aplicados al territorio nacional y su imbricación con el Mundo, así como una cultura y procedimientos hechos a la medida, brindando respuesta a la comunidad científica, en general, y a todos los venezolanos, en particular.

## Antecedentes y creación
El terremoto ocurrido en Caracas el 29 de julio de 1967 ocasionó alrededor de 300 muertos, dos mil heridos, 80 mil personas sin vivienda y pérdidas materiales superiores a los 450 millones de bolívares (768 millones de dólares para el 2017), y se convirtió en el catalizador de una serie de actos científicos y administrativos que -finalmente- impulsó la creación de una entidad gubernamental dedicada  a la investigación de las causas que provocaron las fallas en varios edificios del área metropolitana de Caracas y el Litoral Central, así como la determinación de las causas, características y consecuencias de ese sismo y de los sismos en Venezuela. 
Es producto de las recomendaciones de los estudios derivados de este estado de emergencia, que se ordena por Decreto Presidencial la creación de la Fundación Venezolana de Investigaciones Sismológicas (Funvisis), como fundación del Estado que “realiza, en forma permanente, investigaciones y estudios sismológicos” (Art. 1 del decreto presidencial n.º 1.053 del 26 de julio de 1972, y publicado el 27 de julio de ese año en la Gaceta Oficial n.º 29.864).

## La investigación sismológica como mandato constitucional en Venezuela
La Constitución Nacional de la República Bolivariana de Venezuela (1999) establece en su artículo 322 que:
“La seguridad de la Nación es competencia esencial y responsabilidad del Estado, fundamentada en el desarrollo integral de ésta y su defensa es responsabilidad de los venezolanos y venezolanas; también de las personas naturales y jurídicas, tanto de derecho público como de derecho privado, que se encuentren en el espacio geográfico nacional”.
El mismo texto detalla en el artículo 332 que la Seguridad Ciudadana demanda de “una organización de protección civil y administración de desastres”, abocada a proteger a la población contra los peligros de las hostilidades y de las catástrofes y a ayudarla a recuperarse de sus efectos inmediatos, así como a facilitar las condiciones necesarias para su supervivencia. En su despliegue, en caso de eventos sismológicos, sus recursos deben ser direccionados científicamente y en el menor lapso de tiempo posible a las áreas de mayor riesgo, labor que es competencia de Funvisis, donde se estudian las potenciales proporciones del daño sísmico.
Unido al evidente requerimiento de investigación sismológica en el país por parte de competentes venezolanos en esta rama de la geofísica, el artículo 110 de la Constitución Nacional (1999) es enfática al ordenar que “la ciencia, la tecnología, el conocimiento, la innovación y sus aplicaciones y los servicios de información necesarios” son fundamentales para el ejercicio ineludible de “la seguridad y soberanía nacional”. 
En función a estos preceptos extraídos del contrato social de los venezolanos, la investigación sismológica es un acto de ejercicio de soberanía con evidente impacto en la Seguridad de la Nación, tal como quedó evidenciado en el terremoto de Caracas de 1967, así como en otros eventos de esta naturaleza, donde el direccionamiento anticipado de los recursos del Estado en administración desastres tiene un impacto inmediato para salvar las vidas de millones de venezolanos; antes, durante y después del evento sísmico.
En este orden de ideas, la Ley Orgánica de Seguridad de la Nación (2001) regula “la actividad del Estado y la sociedad, en materia de seguridad y defensa integral” (Art. 1), indicando además que “El Estado tiene la obligación de vigilar que las actividades tecnológicas y científicas que se realicen en el país no representen riesgo para la seguridad de la Nación” (Art. 14), en cuyo caso, por omisión, es decir, no realizando investigaciones sismológicas, estaríamos introduciendo severos riesgos sísmicos, como medida que combina el peligro sísmico, con la vulnerabilidad y la posibilidad de que se produzcan en ella daños por movimientos sísmicos en un período determinado; así como dejando al Pueblo en estado de inopia en peligros sísmicos, esto es, ante el desconocimiento de la probabilidad de que se produzca una cierta aceleración del suelo por causas sísmicas.

## Objetivos de la Institución
El principal objetivo de Funvisis es traducir el comportamiento de las fallas productoras de terremotos en Venezuela para la protección de la vida humana mediante la aplicación de los más completos y complejos métodos de prevención, detección y reducción de riesgos por fenómenos asociados a los inevitables movimientos de la corteza terrestre.
Desde su creación, esta fundación es la única que aglutina en un solo espacio los investigadores profesionales, científicos y técnicos dedicados exclusivamente a la investigación sismológica y es la institución que posee la custodia y operación del centro de datos y centro de análisis del Servicio Sismológico Venezolano, el cual funciona las 24 horas del día, los 365 días del año, brindando información de la actividad sísmica a toda la población.
La misión de Funvisis reza:
"Investigamos la realidad sismológica nacional para orientar las acciones que salvan vidas en caso de terremotos".

## Pilares de Funcionamiento
Para explicar la labor científica de Funvisis y su impacto en la comunidad nacional e internacional es posible enumerar los cuatro pilares fundamentales de su funcionamiento, a saber:

### Servicio Sismológico Venezolano
Monitoreo y estudio, las 24 horas del día, los 7 días de la semana, de los terremotos y sus efectos, dónde ocurren, magnitudes y otros datos de interés científico, a través de 200 estaciones en todo el país y personal altamente calificado, retroalimentando a toda la comunidad nacional e internacional sobre los eventos ocurridos en el país.

### Investigación Sismológica
Investigación geológica especializada en sismología, incluyendo tareas de prevención y preparación frente a geoamenazas, con talentos expertos en la materia, comprometidos con la misión, y con una extraordinaria ética laboral.

### Alfabetización Sismológica
Investigación de las mejores prácticas de transferencia de competencias dirigidas a toda la población para aumentar la conciencia sísmica nacional.

### Soluciones Especializadas
Pone a la orden a toda la comunidad nacional e internacional los servicios expertos de sus competentes profesionales en diferentes disciplinas, incluyendo: sismología, geología de terremotos, ingeniería sísmica, geofísica, geomática, educación especializada, entre muchas otras.

## Presidentes
Desde su creación, Funvisis ha contado con 15 autoridades que han ejercido la presidencia de la fundación y que en orden cronológico son:

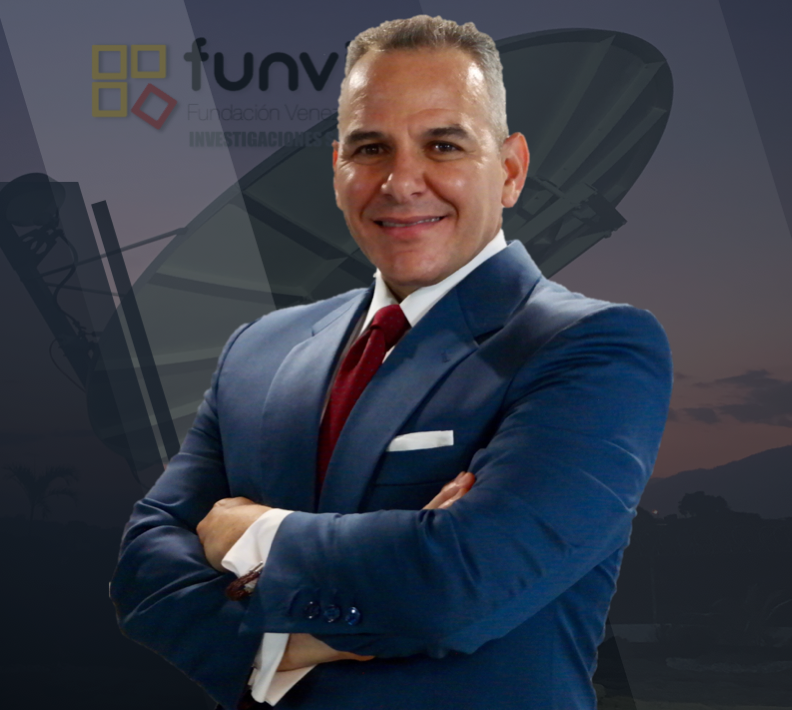
Dr. Roberto Betancourt A., presidente de la Fundación Venezolana de Investigaciones Sismológicas (Funvisis), en ejercicio de estas funciones desde el 11 de octubre de 2017. Betancourt es doctor en Políticas de Investigación en Ingeniería, Ciencia y Tecnología de la Universidad de Mánchester.

1. Geo. Henrique Lavié (fundador en 1972)
2. Ing. José Delgado Chapellín (desde 1982 hasta 1983)
3. Dr. Luis Urbina (1983-84)
4. Dr. Antonio Ornés (1984)
5. Ing. César Hernández (1985-91)
6. Ing. Nicolás Colmenares (1991-96)
7. Geo. André Singer P. (desde el 9 de mayo de 1996 hasta el 14 de marzo de 2000)
8. Lic. Nuris Orihuela (15 de marzo de 2000 al 19 de julio de 2004)
9. Ing. Gustavo Malavé (20 de julio de 2004 al 3 de junio de 2008)
10. Prof. Armando Díaz Quintero (4 de junio de 2008 al 1 de marzo de 2009)
11. Ing. Francisco Garcés (2 de marzo de 2009 al 1 de julio de 2010)
12. Lic. Guy Vernáez (2 de julio. de 2010 al 4 de enero de 2012)
13. Ing. Víctor Cano (5 de enero de 2012 al 2 de julio de 2013)
14. Ing. Aura Fernández (3 de julio de 2013 al 11 de octubre de 2017)
15. Dr. Roberto Betancourt A. (desde el 11 de octubre de 2017, presidente actual).

## Pilares de Funcionamiento
Para explicar la labor científica de Funvisis y su impacto en la comunidad nacional e internacional es posible enumerar los cuatro pilares fundamentales de su funcionamiento, a saber:

### Servicio Sismológico Venezolano
Monitoreo y estudio, las 24 horas del día, los 7 días de la semana, de los terremotos y sus efectos, dónde ocurren, magnitudes y otros datos de interés científico, a través de 200 estaciones en todo el país y personal altamente calificado, retroalimentando a toda la comunidad nacional e internacional sobre los eventos ocurridos en el país.

### Investigación Sismológica
Investigación geológica especializada en sismología, incluyendo tareas de prevención y preparación frente a geoamenazas, con talentos expertos en la materia, comprometidos con la misión, y con una extraordinaria ética laboral.

### Alfabetización Sismológica
Investigación de las mejores prácticas de transferencia de competencias dirigidas a toda la población para aumentar la conciencia sísmica nacional.

### Soluciones Especializadas
Pone a la orden a toda la comunidad nacional e internacional los servicios expertos de sus competentes profesionales en diferentes disciplinas, incluyendo: sismología, geología de terremotos, ingeniería sísmica, geofísica, geomática, educación especializada, entre muchas otras.